# Joana (seriado)
Joana foi um seriado produzido pela Art Vídeo e exibido pela Rede Manchete na primeira temporada e no SBT na segunda, entre 18 de fevereiro de 1984 e 27 de maio de 1985, em 26 episódios divididos em duas temporadas. Escrita por Manoel Carlos, com colaboração de Alcides Nogueira, Annamaria Dias, Guga de Oliveira, Miguel Filliage e Walcyr Carrasco, sob direção de Del Rangel, Laonte Klawa e Paulo José e direção geral de Guga de Oliveira.
Conta com Regina Duarte, Rodrigo Santiago, Othon Bastos, Umberto Magnani, Regina Braga, Maria Luíza Castelli, Marco Nanini e Geraldo Del Rey nos papéis principais.

## Produção
Após a minissérie Viver a Vida, Manoel Carlos apresentou para a Manchete a proposta de um seriado inspirado em Malu Mulher, que ele escreveu na Rede Globo entre 1979 e 1980 e nunca escondeu o descontentamento em ter sido cancelada. Guga de Oliveira assumiu a direção do projeto, porém fechou um acordo com a Manchete de produzi-lo de forma independente por sua empresa, a Art Video, para ter total controle sobre a parte artística. Regina Duarte deixou a Globo pela primeira vez desde 1969 pela oportunidade de trabalhar com Maneco novamente. Irritada em perder uma de suas principais atrizes, a Globo vetou qualquer menção a Regina ou ao seriado nas revistas e jornais do Grupo Globo, sendo que Guga chegou a afirmar em entrevista ao Jornal do Brasil de 10 de outubro de 1984 que a concorrente havia pressionado os patrocinadores a abandonar o projeto.

### Mudança de emissora
Após a primeira temporada, Guga brigou com os executivos da Manchete devido aos problemas com a Globo e decidiu levar o seriado para o SBT na segunda temporada. A nova emissora fez um grande estardalhaço na imprensa e exibiu um especial para comemorar ter Regina Duarte em sua programação. Porém o seriado foi finalizado na segunda temporada, uma vez que Regina decidiu voltar à Globo, alegando que havia saído da emissora para trabalhar para a Manchete e não para o SBT, além de Manoel Carlos ser contratado da Manchete e estar produzindo fora do contrato para a concorrência.

## Enredo
Joana é uma jornalista moderna e independente, que está no segundo casamento com o professor Guilherme e trabalha na revista Ideia Nova com Cacau, Joca, Caetano, Vicente, Paulo, Lourdes e o chefe Melo, onde vive os percalços da profissão e precisa se provar em um ambiente dominado pelos homens. Em paralelo, ela concilia o trabalho com a conflituosa relação com a mãe Janice e com o ex-marido Sérgio, de quem diverge sobre a criação dos filhos Rafael, Isabel e Carolina.

## Reprises
De 1988 a 1989 foi reprisado na Rede Bandeirantes e, em 1990, pela antiga TV Corcovado.

## Elenco
| Ator                 | Personagem               |
| -------------------- | ------------------------ |
| Regina Duarte        | Joana Martins            |
| Rodrigo Santiago     | Guilherme Antunes        |
| Othon Bastos         | Melo Carneiro            |
| Umberto Magnani      | Sérgio Moretti           |
| Regina Braga         | Tereza Moretti           |
| Maria Luíza Castelli | Janice Martins           |
| Marco Nanini         | Cláudio Gonzaga (Cacau)  |
| Geraldo Del Rey      | Vicente                  |
| Gésio Amadeu         | Joca                     |
| Renato Borghi        | Caetano                  |
| Cacilda Lanuza       | Lourdes                  |
| Flávio Porto         | Paulo                    |
| David Cardoso Jr.    | Rafael Martins Moretti   |
| Andréa Militello     | Isabel Martins Moretti   |
| Érika Slama          | Carolina Martins Moretti |

### Participações especiais
| Ator                | Personagem            |
| ------------------- | --------------------- |
| Renato Consorte     | Otávio                |
| Taumaturgo Ferreira | Zé Luiz               |
| Ileana Kwasinski    | Raquel                |
| Chico Martins       | Dr. Onofre            |
| Washington Lasmar   | Dr. Felipe            |
| Yara Grey           | Ivete                 |
| Jobelcina Gomes     | Gracinha              |
| Fernando Bezerra    | Presidente da revista |
| Junior Prata        | Repórter              |